# John Miers
John Miers (Londra, 25 agosto 1789 – Kensington, 17 ottobre 1879) è stato un botanico e ingegnere inglese, meglio conosciuto per i suoi lavori sulla flora del Cile e dell'Argentina.

## Biografia
Figlio di un gioielliere dello Yorkshire, mostrò interesse per la mineralogia e la chimica fin dalla più tenera età.

## Carriera
Il suo primo lavoro pubblicato è stato una monografia sull'azoto che è apparso negli Annals of Philosophy nel 1814. Dopo il suo matrimonio, nel 1818 si recò in Sud America per partecipare a una joint venture per sfruttare le risorse minerarie del Cile, in particolare il rame. Tuttavia dopo essere sbarcati a Buenos Aires, sua moglie si ammalò di febbre da parto durante il viaggio attraverso il paese, e decise di non continuare per il Cile, iniziando, invece, uno studio della flora locale.
Nel maggio 1819 Miers è arrivato a Santiago del Cile e si stabilì a Concón, nei pressi di Valparaíso.
Nel 1825 ritornò in Inghilterra, e l'anno successivo ha pubblicato Viaggi in Cile e La Plata, la prima di diverse opere che documentano le piante del Sud America. Verso la fine del decennio tornò in Argentina, ma a causa dell'instabilità politica del paese, nel 1831 si trasferisce a Rio de Janeiro, ritornando in Inghilterra nel 1838.